# Chicago (tipografia)

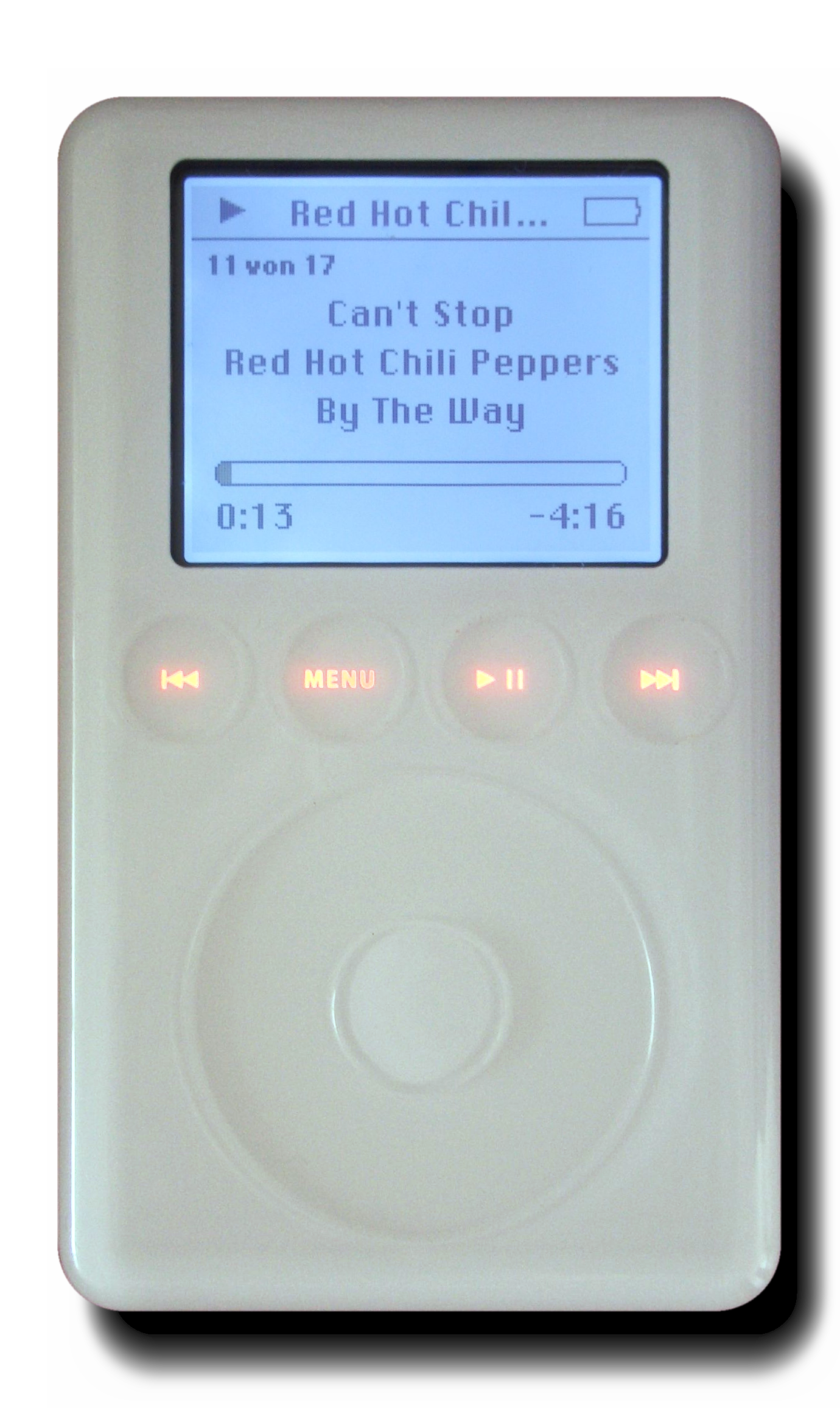
Un iPod de tercera generació que utilitza la tipografia Chicago modificada per a la seva interfície d'usuari.

Chicago és una tipografia de pal sec dissenyada per Susan Kare per a Apple Computer. Es va utilitzar a la interfície d'usuari del sistema operatiu Macintosh entre 1984 i 1997 i va ser una part important de la identitat de marca d'Apple. També s'utilitza en les primeres versions de la interfície d'usuari de l'iPod. Chicago era inicialment una tipografia de mapa de bits, però a mesura que van millorar les capacitats del sistema operatiu d'Apple, aquesta va encarregar a la foneria de tipografies Bigelow & Holmes la creació d'una versió TrueType basada en vectors. El tipus de lletra porta el nom de la ciutat nord-americana de Chicago, seguint el tema dels tipus de lletra Macintosh originals que reben el nom de les principals ciutats del món.
Susan Kare ha afirmat que Chicago va ser el primer tipus de lletra que es va crear per al Macintosh. Abans que l'equip decidís la convenció de batejar les tipografies a partir de noms de "ciutats del món", es deia Elefont (Elefont també és el nom d'una tipografia semi-serif dissenyada per Bob McGrath el 1978). La primera versió de mapa de bits estava disponible només una mida de 12 pt. versió. Aquest tipus de lletra, amb només canvis molt menors a l'espaiat, es va utilitzar per a menús, caixes de diàleg, títols de finestres i etiquetes de text, fins a la versió 7.6 del sistema operatiu MacOS. La versió TrueType tenia moltes diferències amb la versió de mapa de bits, que es van fer més evident a mides més grans. El número zero es va marcar amb una barra per distingir-lo de la "O" majúscula.
A Mac OS 8, la tipografia Charcoal va substituir Chicago com a font predeterminada del sistema. Chicago es va continuar distribuint com una tipografia del sistema, i Apple fins i tot va instar els desenvolupadors a seguir dissenyant interfícies d'usuari per a la tipografia de Chicago, ja que els nous tipus de lletra alternatius utilitzaven les mètriques de Chicago com a base.
Les versions en alemany de MacOS, així com totes les versions d'idiomes de MacOS 9, tenien una interpretació diferent de la versió de 12 punts de Chicago. La lletra W tenia dues caigudes en lloc d'una a la part inferior de la lletra, la lletra V tenia la punta inferior al centre en lloc de girar cap a l'esquerra, i la lletra I (majúscula "i") tenia serifes a la part superior i inferior, distingint-la de la l ("L" minúscula).
Chicago també es va utilitzar en materials de màrqueting d'Apple. A més, era força habitual trobar aquest tipus de lletra a les primeres produccions d'autoedició amateur, ja que estava disponible com a part del sistema. Si bé Apple es va allunyar de la tipografia Chicago després de l'adopció de Charcoal, més tard la tipografia va reviure a la interfície d'usuari del reproductor de música de l'iPod, on la llegibilitat en una resolució baixa de dos colors la feien superior. Amb la introducció de l'iPod mini, es necessitava un tipus de lletra més petit i es va utilitzar el tipus de lletra Espy Sans de l'Apple Newton. Finalment, amb la introducció de l'iPod Photo, la interfície de color de l'iPod va canviar a la seva tipografia per defecte a Podium Sans — un tipus de lletra de mapa de bits similar al tipus de lletra Myriad Pro que Apple ha adoptat gradualment per al seu material promocional des del 2002.
La tipografia Chicago també va ser adaptada per Squaresoft per utilitzar-la en els llançaments anglesos d'alguns dels seus títols de Super Nintendo, com ara Final Fantasy VI i Chrono Trigger.
Tot i que el tipus de lletra original ja no s'inclou amb MacOS, dos tipus de lletra en tailandès que inclouen MacOS, Krungthep i Silom, utilitzen Chicago per a les seves lletres llatines i, per tant, es poden utilitzar com a substituts moderns.
Chicago és una marca registrada, pertanyent a Apple des de l'agost de 1996.
Ingo Zimmermann va dissenyar el tipus de lletra Chiq, basat en el tipus de lletra de Chicago, compatible amb els idiomes grec, ciríl·lic, turc i paneuropeu.